# Mühlenbach (Wadrill)
Der Mühlenbach, im Oberlauf Engbach genannt, ist ein über fünf Kilometer langer, linker und nordnordöstlicher Zufluss der Wadrill in Rheinland-Pfalz und an dessen Grenze zum Saarland.

## Geographie

### Verlauf
Der Bach entspringt wenig nordöstlich von Gusenburg auf etwa 417 m ü. NHN und fließt durchweg etwa südsüdwestwärts. Dabei läuft er bald an Gusenburg und am Mittellauf an Grimburg vorbei, beide Orte liegen rechtsseits. Er mündet, nachdem gegen Ende die Gemarkung von Wadrill im Stadtteil Wadrilltal von Wadern im Saarland ans linke Ufer reicht, auf etwa 364 m ü. NHN südlich der Burg Grimburg im Landkreis Trier-Saarburg in Rheinland-Pfalz an der Landesgrenze.
Der Mühlenbach mündet nach 5,4 km langem Lauf mit mittlerem Sohlgefälle von etwa 28 ‰ rund 153 Höhenmeter unterhalb der Engbach-Quelle bei Gusenburg.
Die von Hermeskeil kommende L 147 tritt nach Gusenburg in die Talmulde ein und bleibt darin bis zur Mündung, wonach sie als L 150 im Wadrilltal nach Wadern weiterläuft.

### Einzugsgebiet
Das Einzugsgebiet ist 9,1 km² groß und liegt größtenteils in der Keller Mulde des Naturraums des Hoch- und Idarwalds, im abwärtigen Teil südlich von Grimburg dann im Malborner Hochwald, der zum Naturraum Hunsrückhochfläche gehört. Die mit etwa 585 m ü. NHN größte Höhe wird im Perchwald an der nördlichen Wasserscheide erreicht. Das nach Fläche dominante zentrale Gebiet ist offen, an seinen Rändern erheben sich meist bewaldete Berge, zudem steht wenig Wald an den steilen Hängen des Untertals im Naturraum mit dem kleineren Flächenanteil.
Reihum grenzen die Einzugsgebiet der folgenden Nachbargewässer an:
- Im Westen nimmt ein Abschnitt der Wadrill oberhalb der Mühlenbach-Zumündung den Abfluss zur anderen Seite auf;
- im Nordwesten konkurriert deren Zufluss Lauschbach;
- im Nordosten und Osten verläuft die Wasserscheide zur Löster, wie die Wadrill ein Zufluss der Prims
- im Südosten drängt sich das Teileinzugsgebiet des Löster-Zuflusses Lohbach dazwischen;
- im Südsüdosten laufen kleinere Gewässer, nunmehr unterhalb des Mühlenbachs, zur Wadrill.

### Zuflüsse
Von der Quelle zur Mündung. Auswahl.
- Buschbach, von links gegenüber Gusenburg
- Wäschbach, von rechts zwischen Gusenburg und Grimburg
- Brühlbach oder Benkelbach, von links gegenüber Grimburg